# لوکاس بیگلیا
لوکاس رودریگو بیگلیا (اسپانیایی: Lucas Rodrigo Biglia‎؛ زاده ۳۰ ژانویهٔ ۱۹۸۶) بازیکن فوتبال اهل آرژانتین است.که در پست هافبک دفاعی بازی می کرد.
۲ فوریه ۲۰۲۴ ازفوتبال خداحافظی کرد.